# Chiloconger
Genre
Chiloconger est un genre de poisson Anguilliformes. 

## Liste des espèces
- Chiloconger dentatus (Garman, 1899)
- Chiloconger philippinensis Smith et Karmovskaya, 2003

## Référence
- Myers & Wade : Four new genera and ten new species of eels from tho Pacific coast of Tropical America. Allan Hancock Pacific Expeditions 1932-40 Los Angeles, 9-4 pp 65-111.